# Championnat des Samoa américaines de football 2007
Navigation
Saison suivante
La saison 2007 du Championnat des Samoa américaines de football est la trente-deuxième édition de la ASFA Soccer League, le championnat de première division aux Samoa américaines, qui se dispute en deux phases distinctes. Lors de la phase régulière, les seize formations de l'élite sont réparties en deux poules où elles s'affrontent une seule fois. Les deux premiers de chaque poule se qualifient pour la phase finale, à élimination directe (demi-finales et finale). 
C'est le club de Konica FC qui remporte le championnat cette saison après avoir battu Peace Brothers lors de la finale nationale.. Il s’agit du tout premier titre de champion des Samoa américaines de l'histoire du club.

## Les clubs participants
- Konica FC
- Peace Brothers
- SKBC FC
- Fagasa CCCAS Youth
- Tafuna Jets 2
- Manuula Heat
- Pago Youth
- Flame On
- Tafuna Jets
- Pago Eagles
- PanSa Mens
- Utulei Youth
- Konica Airbase
- Ilaoa et To'omata
- Autali Misasa Katolik
- Aua Old School

## Compétition
Le barème de points servant à établir le classement se décompose ainsi :
- Victoire : 3 points
- Match nul : 1 point
- Défaite : 0 point

### Phase régulière
| Rang | Équipe             | Pts | J | G | N | P | Bp | Bc | Diff |
| ---- | ------------------ | --- | - | - | - | - | -- | -- | ---- |
| 1    | Konica FC          | 19  | 7 | 6 | 1 | 0 | 37 | 5  | +32  |
| 2    | Peace Brothers     | 16  | 7 | 5 | 1 | 1 | 46 | 9  | +37  |
| 3    | SKBC FC            | 16  | 7 | 5 | 1 | 1 | 51 | 15 | +36  |
| 4    | Fagasa CCCAS Youth | 13  | 7 | 4 | 1 | 2 | 29 | 16 | +13  |
| 5    | Manuula Heat       | 7   | 7 | 2 | 1 | 4 | 10 | 40 | -30  |
| 6    | Tafuna Jets 2      | 4   | 7 | 1 | 1 | 5 | 14 | 37 | -23  |
| 7    | Pago Youth         | 4   | 7 | 1 | 1 | 5 | 11 | 48 | -37  |
| 8    | Flame On           | 1   | 7 | 0 | 1 | 6 | 12 | 40 | -28  |

| Rang | Équipe                | Pts | J | G | N | P | Bp | Bc | Diff |
| ---- | --------------------- | --- | - | - | - | - | -- | -- | ---- |
| 1    | Tafuna Jets           | 17  | 7 | 5 | 2 | 0 | 40 | 6  | +34  |
| 2    | Pago Eagles           | 16  | 7 | 5 | 1 | 1 | 39 | 8  | +31  |
| 3    | PanSa Mens            | 13  | 7 | 4 | 1 | 2 | 33 | 9  | +24  |
| 4    | Utulei Youth          | 13  | 7 | 4 | 1 | 2 | 25 | 15 | +10  |
| 5    | Konica Airbase        | 13  | 7 | 4 | 1 | 2 | 19 | 13 | +6   |
| 6    | Ilaoa et To'omata     | 6   | 7 | 2 | 0 | 5 | 20 | 29 | -9   |
| 7    | Autali Misasa Katolik | 3   | 7 | 1 | 0 | 6 | 11 | 56 | -45  |
| 8    | Aua Old School        | 0   | 7 | 0 | 0 | 7 | 10 | 61 | -51  |

### Phase finale

#### Demi-finales
| Équipe 1    | Résultat | Équipe 2       |
| ----------- | -------- | -------------- |
| Konica FC   | 4 - 2    | Pago Eagles    |
| Tafuna Jets | 0 - 1    | Peace Brothers |

#### Finale
| Équipe 1  | Résultat | Équipe 2       |
| --------- | -------- | -------------- |
| Konica FC | 4 - 2    | Peace Brothers |

## Bilan de la saison
| Championnat des Samoa américaines de football 2007 |                       |
| Champion                                           | Konica FC (1er titre) |
| Qualifications continentales                       |                       |
| Ligue des champions de l'OFC 2008-2009             | Aucun                 |
| Promotions et relégations                          |                       |
| Promus en ASFA Soccer League                       | Aucun                 |
| Relégués                                           | Aucun                 |